# Операция „Рьоселшпрунг“
Операция Рьоселшпрунг (на немски: Operation Rösselsprung; на сърбохърватски: Десант на Дрвар/Desant na Drvar); на български: Ход (скок) с/на коня (от шахмата)), известна също от югославската историография като Седмата офанзива срещу Титовите партизани е оперативно-тактическа операция на Вермахта, в която се включват части на НХД и сръбските четници. Частите на БА на територията на бивша Югославия не вземат пряко участие в хода на самата операция, а съдействат спомагателно и логистично за крайния ѝ успех.

## Цел
В хода на шестата офанзива срещу Титовите партизани не е постигната главната задача по унищожение основното ядро на т.нар. югославски партизани около Тито. Хитлер решава да предприеме окончателно разчистване на партизанското движение на територията на бивша Югославия с оглед подсигуряване сигурността на тила си, предвид стремителното настъпление на Червената армия на Източния фронт.
За целта в края на пролетта на 1944 в главната квартира на фюрера „Вълчата бърлога“ в Източна Прусия е извикан диверсант № 1 на Третия Райх – Ото Скорцени, и му е поставена от държавния глава лично задачата – залавяне (пленяване) водача на югославските партизани Йосип Броз Тито. Немското главно командване счита, че чрез обезглавяване на югославското партизанско движение, ще постигне преимущество и по този начин ще изпълни стратегическата цел по осигуряване сигурност за/на южния фланг на силите на Оста на Източния фронт срещу СССР.

## Развой на операцията
Абвера разполага с разузнавателна информация, че ръководителят на югославските партизани се укрива заедно със своя щаб в планина до Дървар в Западна Херцеговина. За целта на операцията, на 25 май 1944 е осъществен внезапен десант в района на главния партизански щаб в т.нар. свободна партизанска територия, като основните партизански сили са обкръжени. Партизаните са напълно изненадани и допълнително затруднени, защото същия ден празнуват рождения ден на Тито. В капана попадат англо-американски и съветски представители, сътрудници, инструктори и офицери за свръзка към щаба на Тито. Партизаните са принудени да преминат в яростен защитен бой при който дават близо 7000 жертви. Противниковите загуби са близо 800 убити и изчезнали, и към 1000 ранени. В крайна сметка партизанската кръгова отбрана е пробита, но Тито (заедно с ръководителите на британската и съветската мисия) се спасява благодарение на тайните пещерно-понори заходи на Динарите, през които бяга, и в хода на операцията е изведен от охраната си на безопасно място. Пристига в Потоци, след което - във Велики Шатор и Купрес.
Предвид неблагоприятния развой на операцията за партизаните, на 3 юни 1944, Тито заедно със 74 членове на британската и съветска мисия към неговия щаб е евакуиран от Купрес със съветски и британски самолети в Бари, Южна Италия (под контрола на съюзниците). Три дни по-късно, на 6 юни, цялата съюзническа мисия е евакуирана с британския разрушител „Блекмур“ на остров Вис.
На 6 юни 1944 година започва дълго готвения от съюзниците десант в Нормандия с който е открит т.нар. втори /основен/ фронт в Европа (Западен фронт) в хода на Втората световна война.

## Сили на оста
Основните сили които вземат участие в операцията са един SS парашутно-десантен батальон, 7-а SS дивизия „Принц Ойген“, 118-а планинска дивизия, 92-ри моторизиран полк и части от 373 и 392-ра дивизии на Вермахта.

## Карта
- Карта на района на бойните действия[неработеща препратка]